# Torre del Tiro Llago
La Torre del Tiro Llago o Tiro Llago es una montaña enclavada en el Macizo Central de los Picos de Europa (también llamado "macizo de los Urrieles"), en la divisoria entre la provincia de León y Cantabria.<ref> La primera ascensión es la de Aymar d'Arlot de Saint Saud, Paul Labrouche, François Salles y Bernardo García en 1891.